# Alarich II.

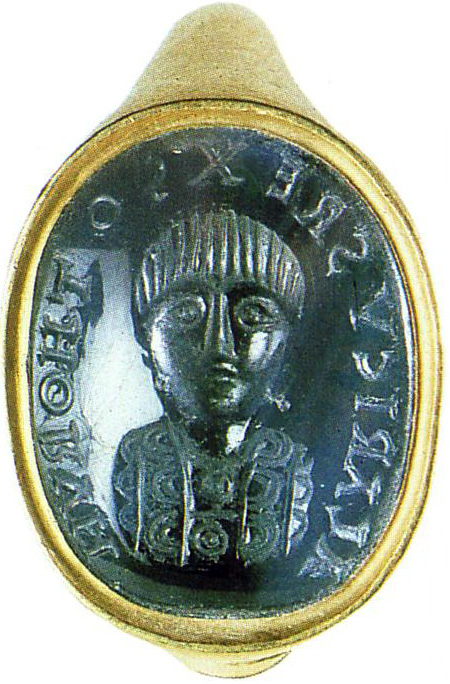
Siegelring mit dem Konterfei Alarichs II.

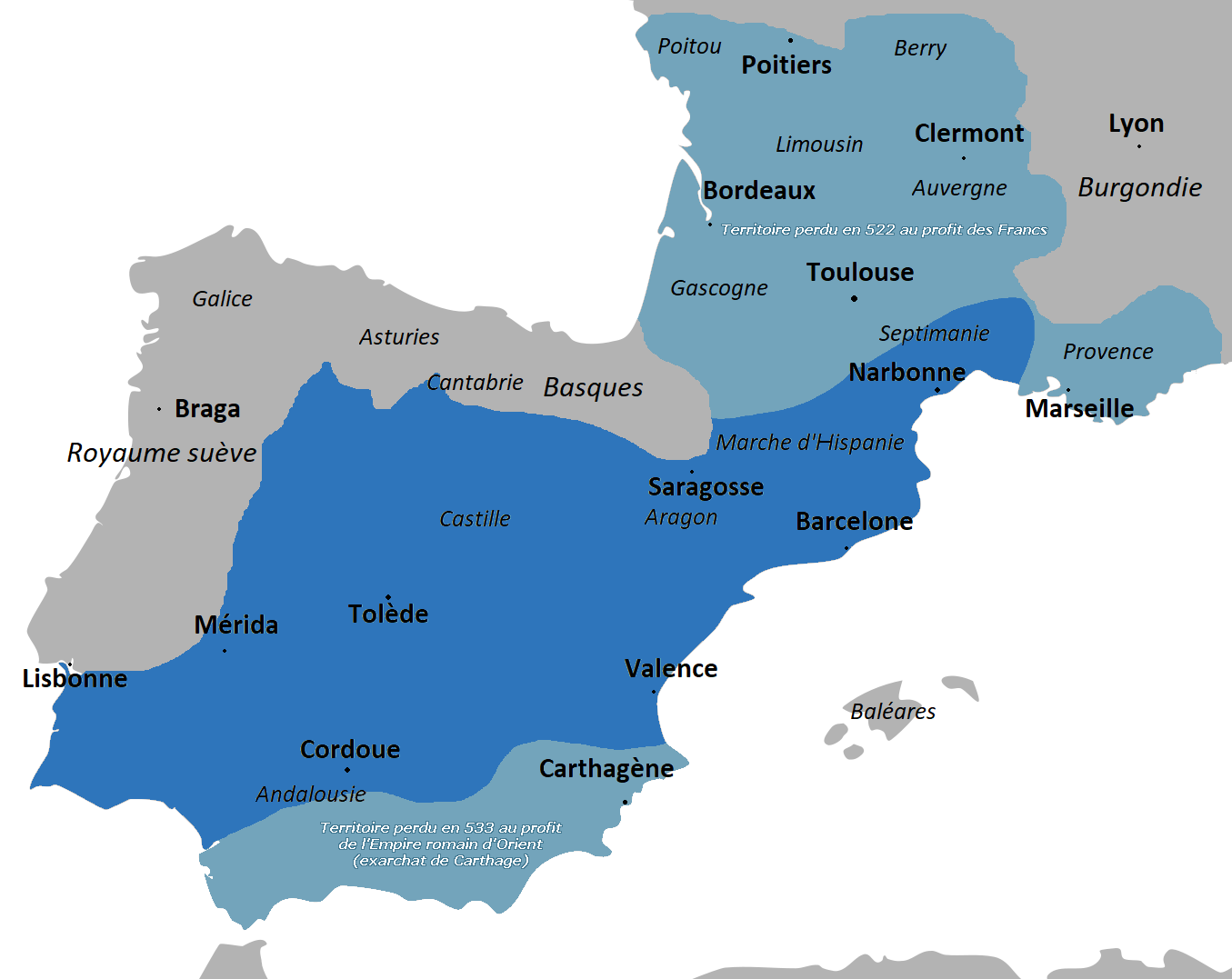
Das Westgotenreich zur Zeit Alarichs II.

Alarich II. († 507) war König der Westgoten von 484 bis 507. Mit ihm endete die Epoche des Tolosanischen Reichs, in der das Westgotenreich seinen Schwerpunkt in Gallien hatte und Tolosa (Toulouse) die Hauptstadt war.
Beim Antritt seiner Herrschaft war Alarich noch sehr jung. Das von seinem Vater Eurich geerbte Reich umfasste nicht nur den größten Teil der Iberischen Halbinsel, sondern auch Aquitanien und den größten Teil der Provence (siehe Gallo-römische Kultur). Alarich war wie seine Vorgänger Arianer; daraus ergab sich ein religiöser Gegensatz zur romanischen Bevölkerung seines Reichs, die katholisch war. Im Unterschied zu seinem Vater versuchte Alarich aber nicht, die Hierarchie der katholischen Kirche zu lähmen, sondern erstrebte einen Ausgleich mit den Katholiken und erlaubte den katholischen Bischöfen 506 die Abhaltung des Konzils von Agde.

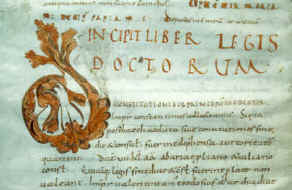
Incipit eines Exemplars der Lex Romana Visigothorum, datiert auf das 10./11. Jahrhundert.

Er ließ von romanischen Juristen ein Gesetzbuch schaffen, in dem die Bestimmungen des römischen Rechts, die den juristischen Alltag seiner romanischen Untertanen regelten, zusammengestellt wurden. Dieses 506 in Kraft gesetzte, als Lex Romana Visigothorum bekannte Gesetzbuch wird auch nach seinem Urheber Breviarium Alaricianum genannt.
Alarich war mit Thiudigotho verheiratet, einer Tochter Theoderichs des Großen, des Königs der Ostgoten. Er sandte westgotische Truppen nach Italien, um seinen Schwiegervater im Kampf gegen Odoaker zu unterstützen.
Alarich hielt an dem Friedensvertrag fest, den sein Vater mit den Franken geschlossen hatte. Als der von den Franken 486/87 besiegte römische Machthaber Syagrius ins Westgotenreich flüchtete, lieferte Alarich ihn zu einem nicht genau datierbaren Zeitpunkt dem Frankenkönig Chlodwig I. aus, um einen Krieg mit den Franken zu vermeiden. Diese Nachgiebigkeit ist womöglich von Chlodwig als Zeichen militärischer Schwäche gedeutet worden; wenn die Auslieferung später als 487 erfolgte, mag aber auch die nun recht starke Stellung Chlodwigs in Gallien eine Rolle gespielt haben. Der Frankenkönig wollte jedenfalls schließlich den westgotischen Teil Galliens erobern. Schon in den neunziger Jahren des 5. Jahrhunderts kam es zu Kämpfen zwischen Franken und Westgoten, wobei die Franken bis Bordeaux vordrangen. Alarich verbündete sich mit Gundobad, dem König der Burgunden. Um 502 wurde Frieden geschlossen; Alarich und Chlodwig trafen sich auf einer Insel der Loire an der Grenze zwischen ihren Reichen.
Einige Jahre später brach der Frankenkönig den Frieden; seine Truppen drangen erneut auf westgotisches Gebiet vor. Chlodwig, der den katholischen Glauben angenommen hatte, fand in Alarichs Arianismus einen Vorwand zum Krieg. Alarich fand bei seinem Schwiegervater diplomatische Unterstützung; Theoderich drohte Chlodwig für den Fall eines Angriffs auf das Westgotenreich mit einem ostgotischen Kriegseintritt. Dadurch ließ sich Chlodwig aber nicht von seinem Plan abhalten. Sein Heer drang 507 tief ins westgotische Gebiet ein. In der Schlacht von Vouillé (in der Nähe von Poitiers) wurden im Spätsommer 507 die Goten vernichtend geschlagen. Alarich wurde auf der Flucht gefangen genommen und erschlagen, angeblich von Chlodwig selbst. Anschließend annektierten die Franken den größten Teil des gallischen Herrschaftsbereichs der Westgoten, womit das Tolosanische Reich der Westgoten endete.
Einer Legende nach befindet sich das Grab des Königs in einer Höhle des Gebirgszuges Montagne d’Alaric.